# Kostenets (obchtina)
Ne doit pas être confondu avec Kostenets.
Kostenets (bulgare : Костенец) est une obchtina de l'oblast de Sofia en Bulgarie.

## Administration
La municipalité de Kostenets comporte 9 lieux habités.
| - Dolna Vasilitsa - Golak - Gorna Vasilitsa | Kostenets (ville) Kostenets (village) Momin Prohod | - Otchucha - Podgorié - Ptchélin |

## Galerie de photographies

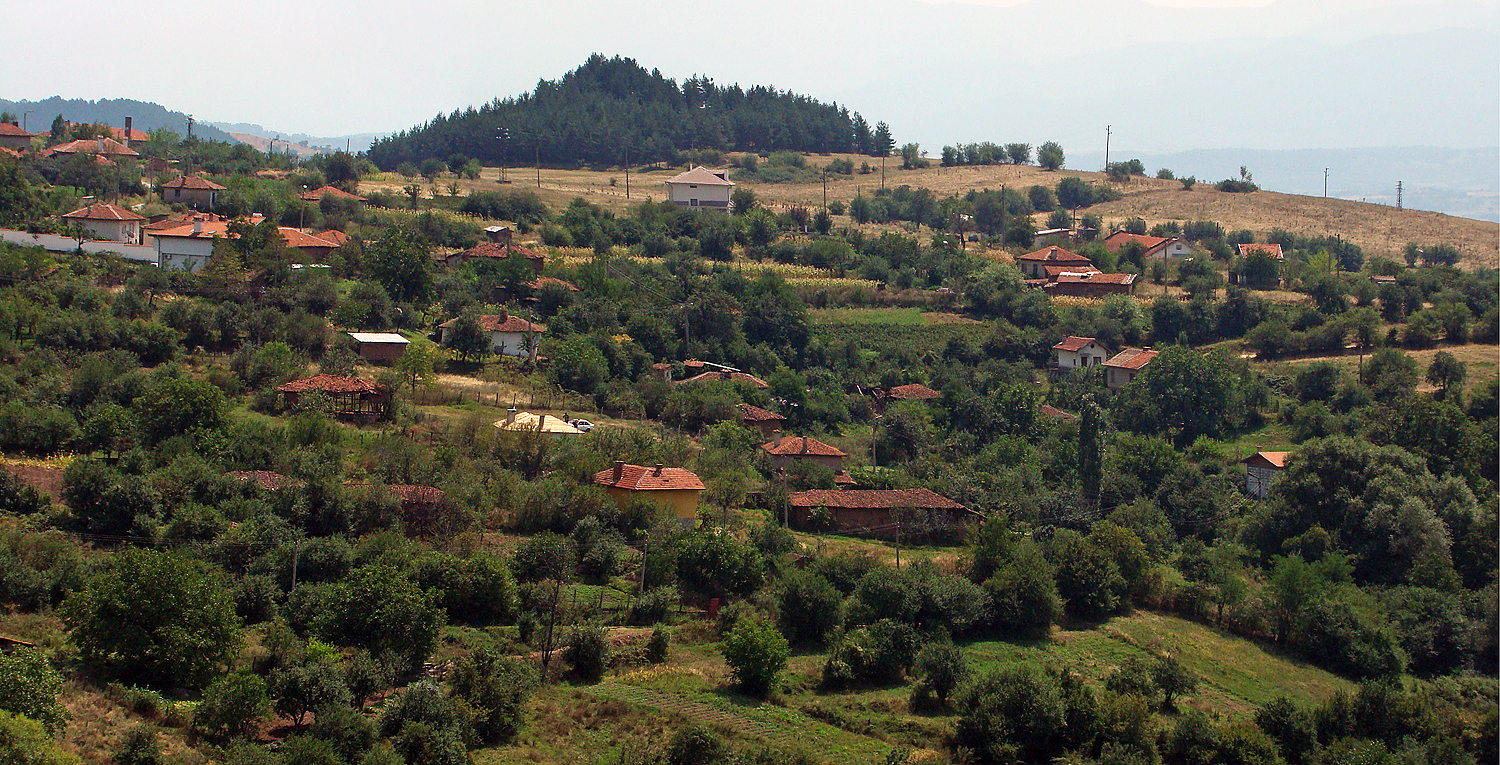
Le village de Gorna Vasilitsa
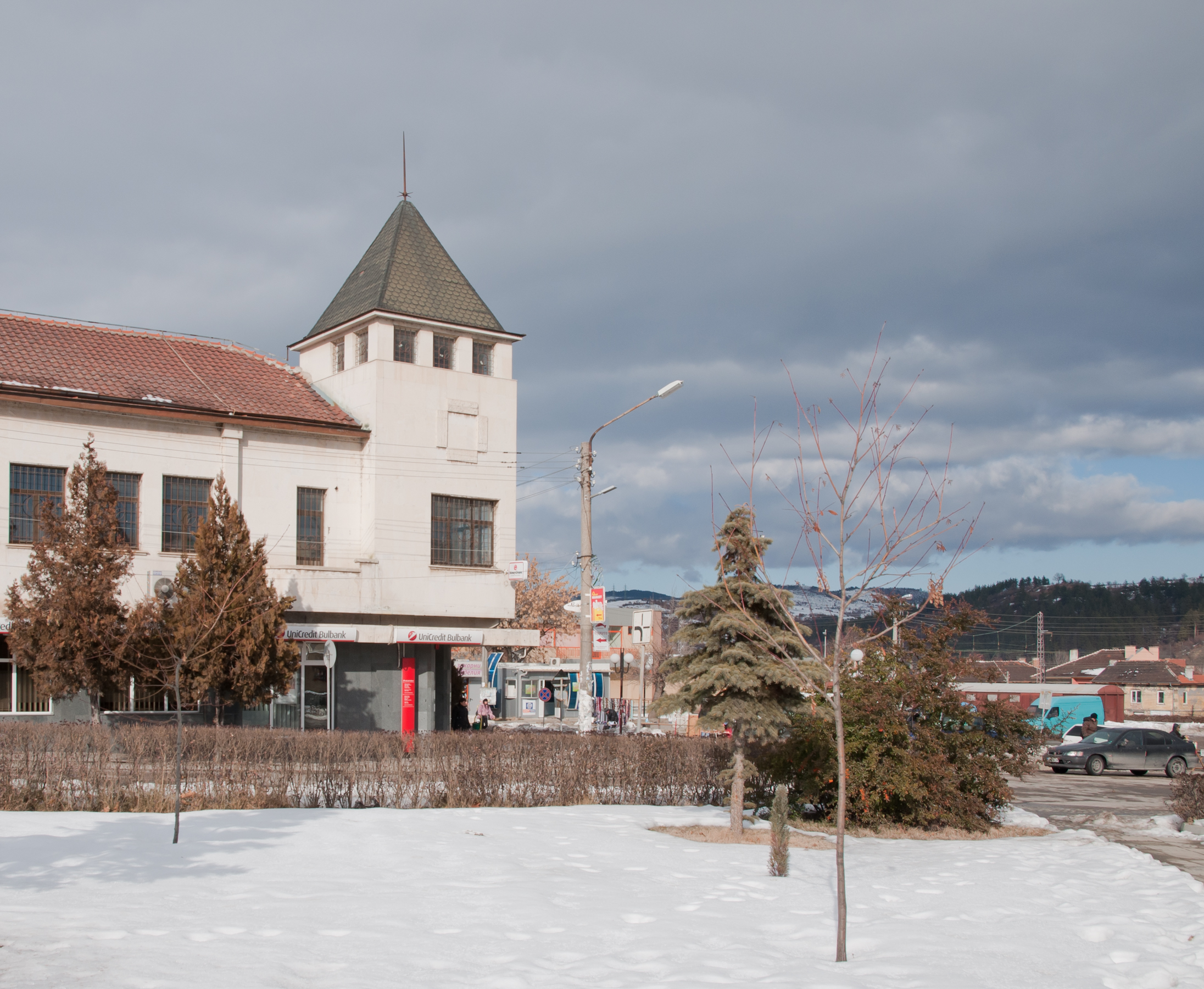
Le centre-ville de la ville de Kostenets
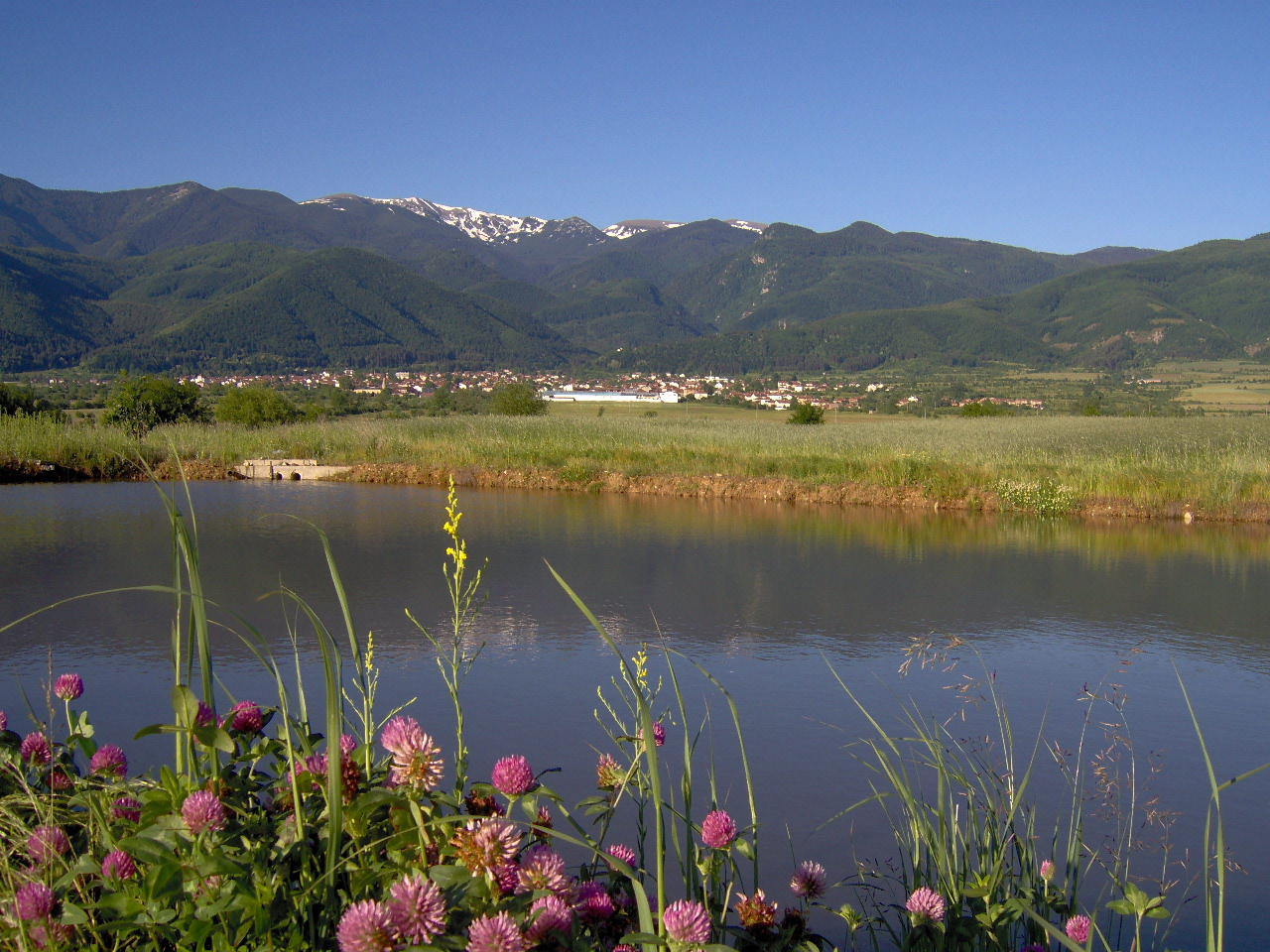
Vue sur le village de Kostenets et ses environs
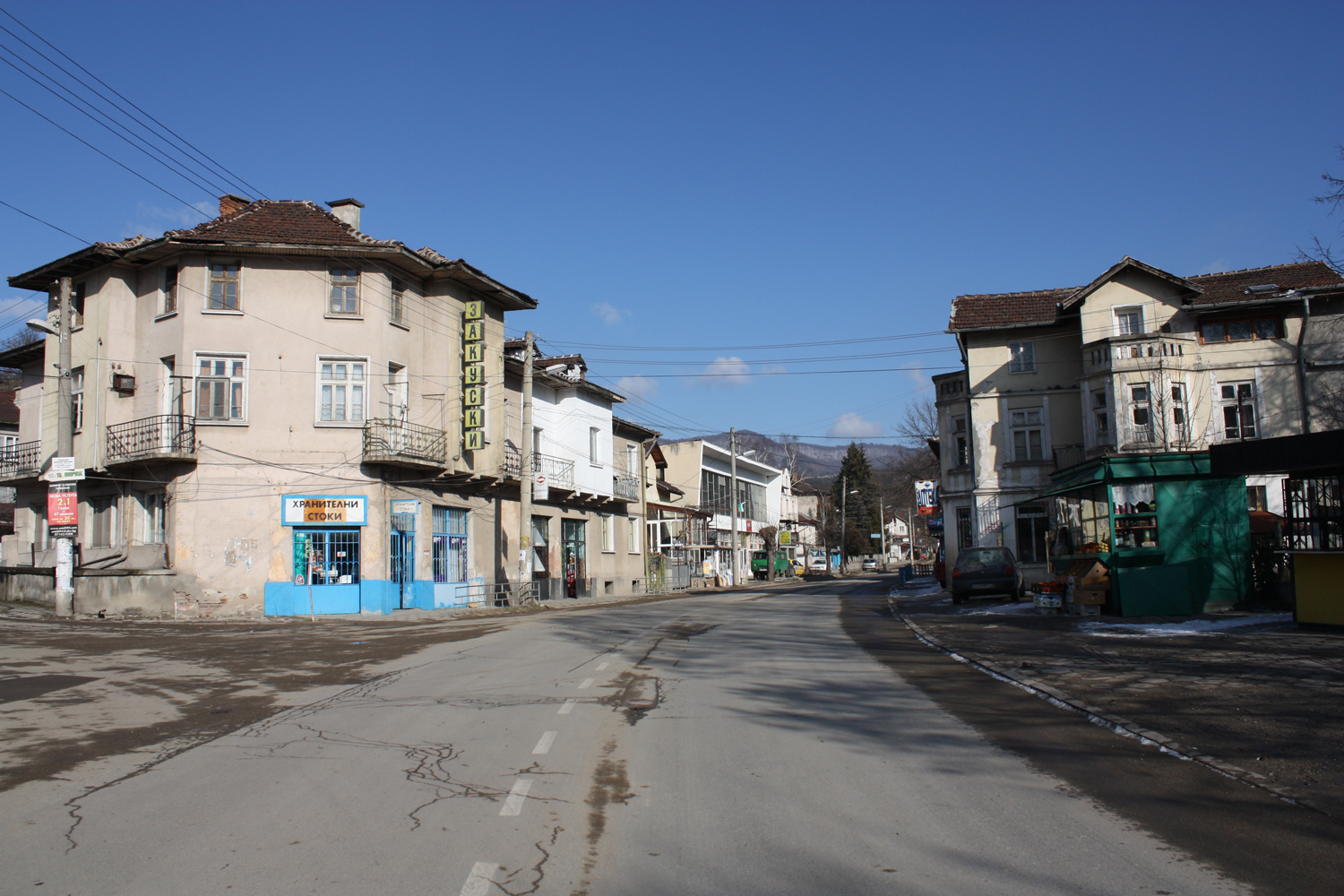
La rue principale de Momin Prohod
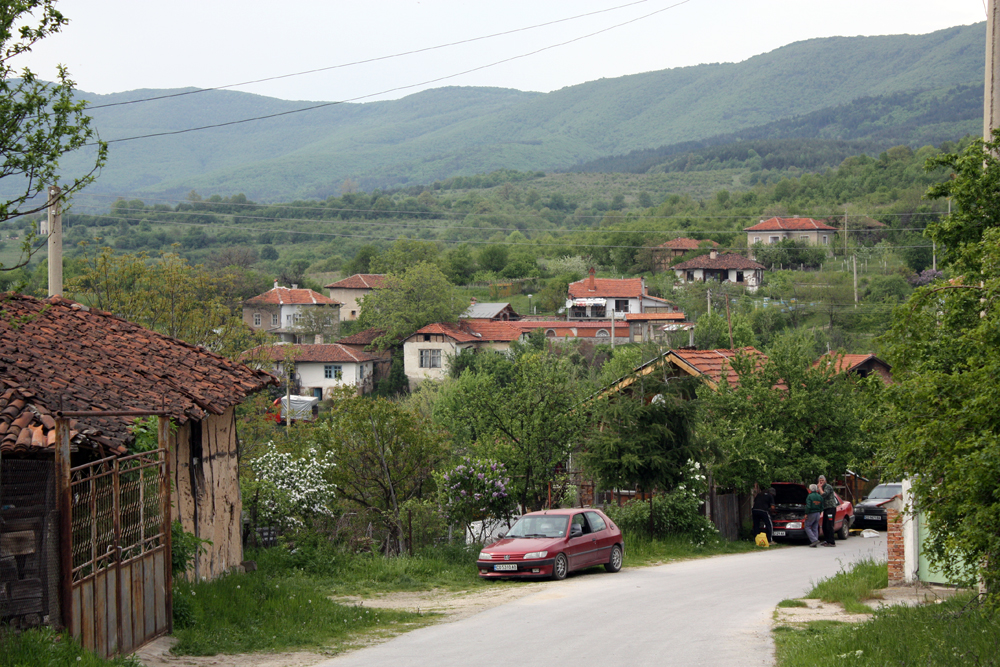
Le village de Otchoucha
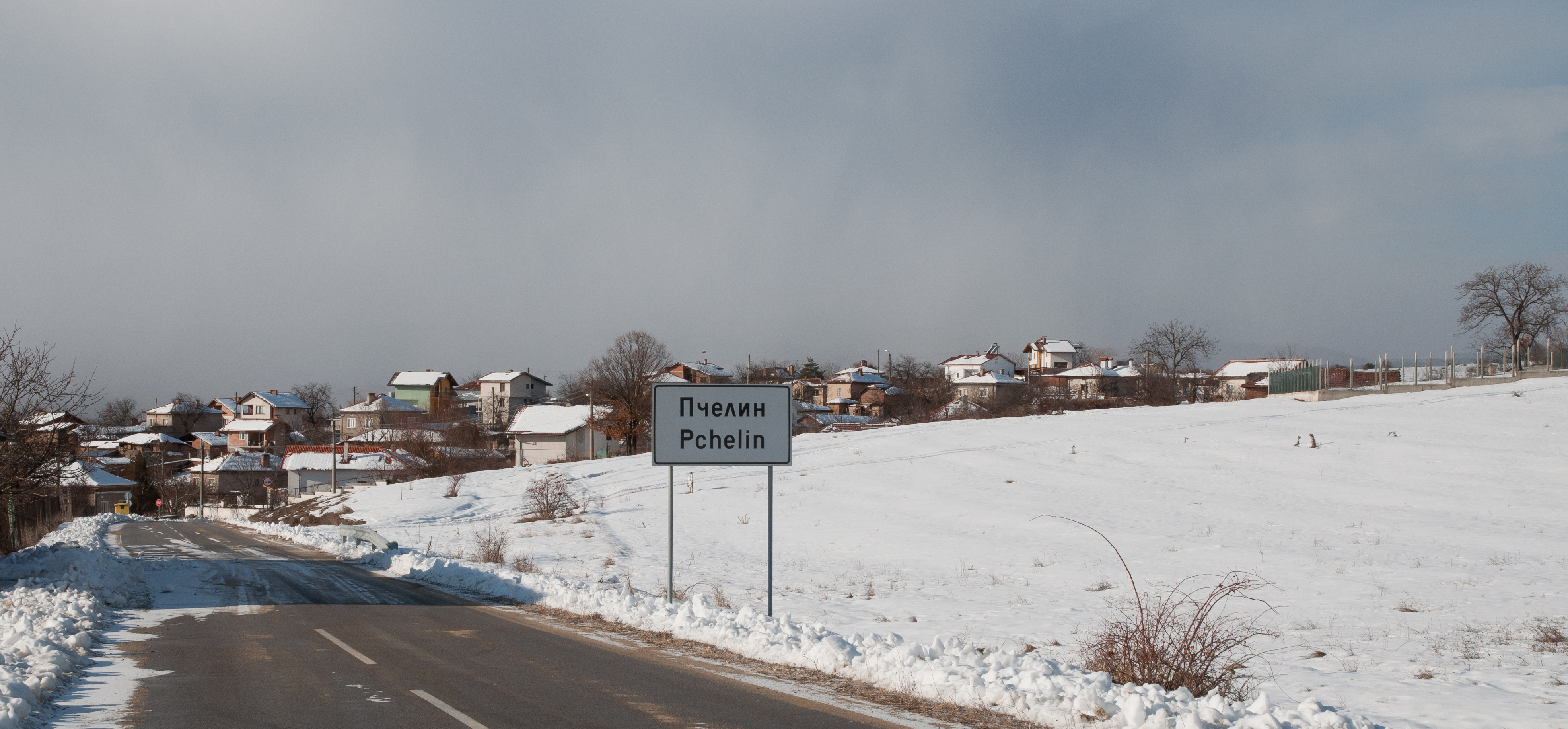
Le village de Ptchélin